# Jessica Aguilar
Jessica Aguilar (Poza Rica, Veracruz; 8 de mayo de 1982) es una artista marcial mixta mexicana que compite en la división de peso paja femenino. Aguilar compitió en Bellator MMA, World Series of Fighting, Ultimate Fighting Championship y Rizin Fighting Federation.
Siendo una ex campeona de peso paja de WSOF, es la primera peleadora mexicana en ganar un título mundial en una promoción importante de MMA.

## Carrera de artes marciales mixtas
Jessica hizo su debut profesional el 18 de febrero de 2006 en Absolute Fighting Championships 15. Se enfrentó a Lisa Ellis y fue derrotada por sumisión debido a un estrangulamiento trasero desnudo en el segundo asalto.
El 17 de febrero de 2007, Aguilar se enfrentó a la luchadora profesional japonesa Sumie Sakai en Combat Fighting Championship 3. Ganó la pelea vía decisión unánime.
Aguilar se enfrentó a Valerie Coolbaugh el 5 de marzo de 2010 en Action Fight League: Rock-N-Rumble 2. Ella ganó la pelea tras someter a su rival en un estrangulamiento triangular en el segundo asalto.
Aguilar regresó a AFL el 4 de junio de 2010 en Rock-N-Rumble 3. Derrotó a Catia Vitoria por nocaut técnico en el primer asalto.

### Bellator Fighting Championship
El 23 de junio de 2010, Bellator Fighting Championships anunció que Aguilar se había inscrito para participar en el torneo femenino de 115 libras de la promoción.
Aguilar hizo su debut en Bellator 24 el 12 de agosto de 2010. Derrotó a Lynn Alvarez por sumisión debido a un estrangulamiento en forma de triángulo en el brazo en la primera ronda para avanzar a las semifinales del torneo Bellator.
El 30 de septiembre de 2010, Aguilar se enfrentó a Zoila Frausto Gurgel en Bellator 31. Fue derrotada por una controvertida decisión dividida, habiendo dominado la mayor parte del combate.
Aguilar estaba programada para hacer su debut en la empresa japonesa Jewels el 11 de marzo de 2011 contra Ayaka Hamasaki, pero el evento fue cancelado debido al tsunami ocurrido en Japón. El 25 de junio, Aguilar regresó a Bellator y se enfrentó a Carla Esparza en Bellator 46. Derrotó a Esparza por decisión dividida.
Aguilar acordó revancha con Zoila Frausto Gurgel en una pelea sin título en un evento de Bellator a finales de octubre. Sin embargo, se retiró de la pelea planeada debido a una recuperación prolongada de una cirugía de pie.
Aguilar se enfrentó a Lisa Ellis en una revancha en Bellator 58 el 19 de noviembre de 2011. No alcanzó el peso para la pelea, pero ganó por decisión unánime.
Aguilar regresó a Bellator para enfrentar a Megumi Fujii en Bellator 69 el 18 de mayo de 2012. Ganó la pelea por decisión unánime.
El 28 de marzo de 2013, Aguilar se enfrentó a Patricia Vidonic en una revancha en Bellator 94. Ganó la pelea de ida y vuelta por decisión dividida.
Posteriormente en agosto de 2013, Aguilar, junto a otras luchadoras, fue liberada de su contrato con Bellator.

### World Series of Fighting
Se anunció el 11 de noviembre de 2013 que Aguilar había firmado con World Series of Fighting, convirtiéndose en la primera luchadora en firmar con la promoción.

#### Campeonato de Peso Paja Femenino de la WSOF
Aguilar hizo su debut en WSOF el 18 de enero de 2014 cuando se enfrentó a Alida Gray en WSOF 8 por el Campeonato de peso paja femenino de WSOF. Ganó la pelea por sumisión en el primer asalto para convertirse en la primera campeona femenina de la promoción.
En su primera defensa del título, Aguilar se enfrentó a Emi Fujino el 21 de junio de 2014 en WSOF 10. Ganó la pelea por decisión unánime.
Aguilar hizo su segunda defensa del título contra Kalindra Faria el 15 de noviembre de 2014 en WSOF 15. Nuevamente salió victoriosa por decisión unánime.
El 18 de mayo de 2015, obtuvo su liberación de la WSOF.

### Ultimate Fighting Championship
El 11 de junio de 2015 se anunció que Aguilar firmó oficialmente con la UFC, siendo la primera mujer mexicana en competir para la 
promoción. Hizo su debut contra Cláudia Gadelha el 1 de agosto de 2015 en UFC 190. Perdió la pelea por decisión unánime.
Se esperaba que la próxima pelea de Aguilar fuera contra Juliana Lima en UFC 197. Sin embargo, el 18 de marzo reveló que se había desgarrado el ligamento anterior cruzado y que requeriría cirugía; posteriormente sería reemplazada por Carla Esparza.
Aguilar luego se enfrentó a Cortney Casey en UFC 211 el 13 de mayo de 2017. Perdió la pelea por decisión unánime. Sin embargo, el resultado de la pelea fue anulado a no contest después de que una prueba de drogas en competencia realizada por Casey dio positivo por niveles elevados de testosterona. A su vez, el 30 de junio, el TDLR levantó la suspensión de tres meses de Casey y le devolvió la victoria, que fue anulada por un no contest.
Aguilar estaba programado para enfrentar a Livia Renata Souza el 18 de febrero de 2018 en UFC Fight Night: Cowboy vs. Medeiros. Sin embargo, Souza se retiró el 10 de febrero debido a una lesión en la mano y la pelea fue descartada.
Aguilar estaba programado para enfrentar a Jodie Esquibel el 1 de junio de 2018 en UFC Fight Night 131. Aguilar intervino con éxito, pero la pelea fue eliminada de la cartelera el día del evento por el NYSAC debido a una preocupación por un problema médico con Aguilar. El combate se efectuó en UFC Fight Night 133 el 14 de julio de 2018. Aguilar ganó por decisión unánime.
Aguilar se enfrentó a Zhang Weili el 24 de noviembre de 2018 en UFC Fight Night 141. Perdió la pelea por sumisión en el primer asalto.
Aguilar se enfrentó a Marina Rodríguez el 30 de marzo de 2019 en UFC on ESPN 2. Perdió la pelea por decisión unánime.
El 16 de mayo de 2019 se informó que Aguilar fue liberada por UFC.

### Rizin Fighting Federation
En julio de 2022 se reveló que Aguilar participaría en el Rizin FF 2022 Super Atomweight Grand Prix y se enfrentaría a Ayaka Hamasaki en los cuartos de final en Rizin 37 el 31 de julio de 2022. Perdió la pelea por decisión unánime.

### Global Fight League
Aguilar está programada para enfrentarse a Natasha Kuziutina el 25 de mayo de 2025 en GFL 2.

## Vida personal
Fuera de su carrera deportiva, Aguilar actualmente gestiona el desarrollo de franquicias para la cadena Boca Tanning Club en Florida. Es abiertamente lesbiana y está saliendo con la actriz Shalita Grant a partir de 2020.

## Campeonatos y logros

### Artes marciales mixtas
- World Series of Fighting
  - Campeonato de peso paja femenino de la WSOF (primera; una vez)

- Women's MMA Awards
  - Peso mosca femenino del año 2011

### Submission grappling
- International Federation of Associated Wrestling Styles
  - Medallista de oro senior No-Gi femenino en el Campeonato Mundial de Grappling FILA 2010
  - Medallista de bronce en Gi senior femenino del Campeonato Mundial de Grappling FILA 2009
  - Medallista de oro senior No-Gi femenino en el Campeonato Mundial de Grappling FILA 2009

## Récord en artes marciales mixtas
| Récord profesional | Récord profesional | Récord profesional |
| 30 peleas          | 20 victorias       | 10 derrotas        |
| ------------------ | ------------------ | ------------------ |
| Nocaut             | 2                  | 0                  |
| Sumisión           | 8                  | 2                  |
| Decisión           | 10                 | 8                  |

| Resultado | Récord | Oponente          | Método                              | Evento                                 | Fecha                    | Ronda | Tiempo | Localización    | Notas                                                                                           |
| --------- | ------ | ----------------- | ----------------------------------- | -------------------------------------- | ------------------------ | ----- | ------ | --------------- | ----------------------------------------------------------------------------------------------- |
| Derrota   | 20–10  | Ayaka Hamasaki    | Decisión (unánime)                  | Rizin 37                               | 31 de julio de 2022      | 3     | 5:00   | Saitama         | Cuartos de final del Gran Premio de Peso Super Átomo 2022.                                      |
| Derrota   | 20–9   | Danielle Taylor   | Decisión (dividida)                 | XFC 43                                 | 11 de noviembre de 2020  | 3     | 5:00   | Atlanta         |                                                                                                 |
| Derrota   | 20–8   | Marina Rodriguez  | Decisión (unánime)                  | UFC on ESPN: Barboza vs. Gaethje       | 30 de marzo de 2019      | 3     | 5:00   | Filadelfia      | A Rodríguez se le dedujo un punto en la primera ronda debido a repetidos pinchazos en los ojos. |
| Derrota   | 20–7   | Weili Zhang       | Sumisión (armbar)                   | UFC Fight Night: Blaydes vs. Ngannou 2 | 24 de noviembre de 2018  | 1     | 3:41   | Pekín           |                                                                                                 |
| Victoria  | 20–6   | Jodie Esquibel    | Decisión (unánime)                  | UFC Fight Night: dos Santos vs. Ivanov | 14 de julio de 2018      | 3     | 5:00   | Boise           |                                                                                                 |
| Derrota   | 19–6   | Cortney Casey     | Decisión (unánime)                  | UFC 211                                | 13 de mayo de 2017       | 3     | 5:00   | Dallas          |                                                                                                 |
| Derrota   | 19–5   | Cláudia Gadelha   | Decisión (unánime)                  | UFC 190                                | 1 de agosto de 2015      | 3     | 5:00   | Río de Janeiro  | Perdió el Campeonato Peso Paja de WSOF.                                                         |
| Victoria  | 19–4   | Kalindra Faria    | Decisión (unánime)                  | WSOF 15                                | 15 de noviembre de 2014  | 5     | 5:00   | Tampa           | Defendió el Campeonato Peso Paja de WSOF.                                                       |
| Victoria  | 18–4   | Emi Fujino        | Decisión (unánime)                  | WSOF 10                                | 21 de junio de 2014      | 5     | 5:00   | Las Vegas       | Defendió el Campeonato Peso Paja de WSOF.                                                       |
| Victoria  | 17–4   | Alida Gray        | Sumisión (arm-triangle choke)       | WSOF 8                                 | 18 de enero de 2014      | 1     | 2:45   | Hollywood       | Ganó el inaugural Campeonato Peso Paja de WSOF.                                                 |
| Victoria  | 16–4   | Megumi Fujii      | Decisión técnica (mayoría)          | Vale Tudo Japan 3rd                    | 5 de octubre de 2013     | 2     | 5:00   | Tokio           |                                                                                                 |
| Victoria  | 15–4   | Patricia Vidonic  | Decisión (dividida)                 | Bellator 94                            | 28 de marzo de 2013      | 3     | 5:00   | Tampa           |                                                                                                 |
| Victoria  | 14–4   | Megumi Fujii      | Decisión (unánime)                  | Bellator 69                            | 18 de mayo de 2012       | 3     | 5:00   | Lake Charles    |                                                                                                 |
| Victoria  | 13–4   | Patricia Vidonic  | Decisión (unánime)                  | Fight Time Promotions 8                | 17 de febrero de 2012    | 3     | 5:00   | Fort Lauderdale |                                                                                                 |
| Victoria  | 12–4   | Lisa Ellis        | Decisión (unánime)                  | Bellator 58                            | 19 de noviembre de 2011  | 3     | 5:00   | Hollywood       |                                                                                                 |
| Victoria  | 11–4   | Carla Esparza     | Decisión (dividida)                 | Bellator 46                            | 25 de junio de 2011      | 3     | 5:00   | Hollywood       |                                                                                                 |
| Victoria  | 10–4   | Elsie Henri       | Sumisión (armbar)                   | G-Force Fights: Bad Blood 4            | 18 de noviembre de 2010  | 1     | 1:22   | Coral Gables    |                                                                                                 |
| Derrota   | 9–4    | Zoila Frausto     | Decisión (dividida)                 | Bellator 31                            | 30 de septiembre de 2010 | 3     | 5:00   | Lake Charles    |                                                                                                 |
| Victoria  | 9–3    | Lynn Alvarez      | Sumisión (arm-triangle choke)       | Bellator 24                            | 12 de agosto de 2010     | 1     | 4:01   | Hollywood       |                                                                                                 |
| Victoria  | 8–3    | Catia Vitoria     | TKO (golpes)                        | Action Fight League: Rock-N-Rumble 3   | 4 de junio de 2010       | 1     | 4:17   | Hollywood       |                                                                                                 |
| Victoria  | 7–3    | Valerie Coolbaugh | Sumisión (triangle choke)           | Action Fight League: Rock-N-Rumble 2   | 5 de marzo de 2010       | 2     | 2:38   | Hollywood       |                                                                                                 |
| Victoria  | 6–3    | Amanda Duvall     | Sumisión (arm-triangle choke)       | Unconquered 1: November Reign          | 20 de noviembre de 2009  | 1     | 1:32   | Coral Gables    |                                                                                                 |
| Derrota   | 5–3    | Angela Magaña     | Decisión técnica (mayoría)          | HOOKnSHOOT: GFight 2009 Grand Prix     | 16 de enero de 2009      | 3     | 3:00   | Evansville      |                                                                                                 |
| Victoria  | 5–2    | Angela Magaña     | Sumisión técnica (sangre en el ojo) | WFC 6: Battle in the Bay               | 22 de marzo de 2008      | 3     | 1:53   | Tampa           |                                                                                                 |
| Derrota   | 4–2    | Carina Damm       | Decisión (unánime)                  | BodogFight: Vancouver                  | 25 de agosto de 2007     | 3     | 5:00   | Vancouver       |                                                                                                 |
| Victoria  | 4–1    | Angela Magaña     | Sumisión (armbar)                   | WFC 3: Turf Wars                       | 7 de abril de 2007       | 1     | 3:09   | Tampa           |                                                                                                 |
| Victoria  | 3–1    | Sumie Sakai       | Decisión (unánime)                  | Combat Fighting Championship 3         | 17 de febrero de 2007    | 3     | 5:00   | Orlando         |                                                                                                 |
| Victoria  | 2–1    | Tamera Arnold     | Sumisión (guillotine choke)         | Combat Fighting Championship 2         | 23 de septiembre de 2006 | 2     | 4:40   | Orlando         |                                                                                                 |
| Victoria  | 1–1    | Lindsay Ketchum   | TKO (parada en la esquina)          | Combat Fighting Championship 1         | 15 de julio de 2006      | 1     | 5:00   | Orlando         |                                                                                                 |
| Derrota   | 0–1    | Lisa Ellis        | Sumisión (rear-naked choke)         | Absolute Fighting Championships 15     | 18 de febrero de 2006    | 2     | 2:53   | Fort Lauderdale |                                                                                                 |